# ورزشگاه ارهوس
ورزشگاه ارهوس (به لاتین: Aarhus Stadium) یک ورزشگاه فوتبال در دانمارک است که در Aarhus Municipality واقع شده‌است.